# Celloconcert nr. 1 (Tisjtsjenko)
Boris Tisjtsjenko voltooide zijn Concert voor cello, zeventien blaasinstrumenten, percussie en harmonium in 1963. Dat was het jaar waarin hij op piano afstudeerde aan het Conservatorium van Sint-Petersburg, compositie had hij in 1962 al afgerond. Het werk wordt beschouwd als zijn eerste celloconcert ook al heeft het de nummering niet. Zijn tweede celloconcert kreeg wel een nummering mee, ondanks de ook dan vreemde orkestratie (cello, 48 celli, 12 contrabassen en percussie). Het werk moest tamelijk wachten op een eerste uitvoering. Mstislav Rostropovitsj (aan wie het werk is opgedragen) voerde het uit tijdens een compositieconcours in Praag in 1966. Het werk met zijn bijzondere orkestratie en dissonanten was waarschijnlijk (nog) niet geschikt voor uitvoering in de Sovjet-Unie, de autoriteiten vonden een werk vaak te modern klinken. In dit werk liet Tisjtsjenko meer invloeden horen van Galina Oestvolskaja, zijn docente. Tisjtsjenko heeft behalve de orkestratie ook klassieke indeling van drie delen achterwege gelaten. Wat wel is gebleven is het verhaal van het ¬thema, dat hier wordt neergezet en langzaam wordt ontleed, om vervolgens in het eind weer ten tonele te komen. Net als zijn Vioolconcert nr. 1 begint het werk met een lange cadens voor de solist, waarbij één centrale toon de overhand heeft. In het midden zitten signalen in de klarinetstemmen, die zo uit een symfonie van Dmitri Sjostakovitsj lijken weggehaald. Ook andere fragmenten en instrumentaties doen sterk aan hem denken, maar Tisjtsjenko laat dat dan snel weer los. Het harmonium is pas aan het eind te horen.
Die invloed van Sjostakovitsj is niet zo vreemd als het lijkt; hij orkestreerde dit celloconcert later in 1969 tot een celloconcert met groot symfonieorkest.
Orkestratie:
- Solocello
- 3 hobo’s, 3 klarinetten, 3 fagotten
- 2 hoorns, 3 trompetten, 2 trombones, 1 tuba
- pauken, percussie waaronder tempelblokken, kleine trom, grote trom, xylofoon, harmonium

## Discografie
- Uitgave Northern Flowers: Mstislav Rostropovitsj met leden van het Sint-Petersburg Philharmonisch Orkest o.l.v. Igor Blazhkov in een opname uit 1966; Anastassia Tisjtsjenko bespeelde het harmonium (oorspronkelijke versie).
- Uitgave Chandos: Aleksandr Ivasjkin met leden van het Russisch Staats Symfonieorkest o.l.v. Valeri Polyanski (arr. Sjostakovitsj)
- Uitgave verzamelboxen betreffende Rostropovitsj met de opnamen uit 1966